# VK 45.02 (P)
VK 45.02 (P) или Pz.Kpfw.Tiger P2 — проект немецкого тяжёлого танка, разработанный в 1942 году под руководством  Фердинанда Порше на основе более раннего тяжёлого танка Pz.Kpfw. VI Tiger (P). Основные отличия заключались в новом корпусе с наклонными бронелистами и новой башне с 88-мм орудием KwK 43 L/71. Планировалось, что после выпуска 100 Tiger (P) производство переключится на VK 45.02 (P), однако из-за проблем с двигателями воздушного охлаждения оно было отменено. По сообщению Порше три VK 45.02 (P) с электромеханической трансмиссией и новой подвеской были изготовлены в Nibelungenwerke.
К моменту отмены контрактов на производство фирма Krupp уже успела выпустить 50 башен, которые позже были установлены на первые серийные Tiger II. Кроме того, дизельный X-образный двигатель воздушного охлаждения, изначально создававшийся для VK 45.02 (P), был в конце войны установлен в Jagdtiger и испытан по сокращённой программе.

## Обозначения
В процессе разработки VK 45.02 (P) использовались разные обозначения.

### Обозначения в документацииPorsche K.G.
- Typ 101 verstärkt (усиленный)
- Typ 180 — 23 марта 1942 года
- Typ 181 — для танка с гидромеханической трансмиссией

### ОбозначенияWaPruf 6
- VK 45.01 verstärkt (усиленный)
- VK 45.01 (P2) — 4 февраля 1942 года
- VK 45.02 (P) — 23 марта 1942 года
- Pz.Kpfw."Tiger" P2 — 25 января 1943 года

## История создания
21 июня 1941 года WaPruf 6 (отдел №6 Управления вооружений, который занимался бронетехникой) обратился к фирме Porsche K.G. с запросом об установке на Tiger (P) более мощной 88-мм пушки Flak 41. Однако в существующую башню установить её было невозможно.
Совместно с Porsche K.G. Фирма Krupp спроектировала новую башню для 88-мм орудия KwK 43 L/71, созданного на базе Flak 41, а также новый корпус с усиленным бронированием и наклонной бронёй. Шасси с некоторыми изменениями было взято от VK 45.01 (P). По планам после сборки 100 Tiger (P) его производство заканчивалось, а в ноябре 1942 года начинался выпуск VK 45.02 (P). Уже в феврале 1942 года с фирмой Krupp заключили контракты на производство 100 корпусов и башен для VK 45.02 (P), которые должны быть доставлены на завод Nibelungenwerke для сборки танков.
Тем временем производство VK 45.01 (P) было сорвано, а построенные танки выходили из строя из-за ненадёжных двигателей Typ 101. 2 июля 1942 года фирма Porsche K.G. сообщила о том, что один серийный двигатель Typ 101 был взят для испытаний надёжности. После 50 часов работы мощность упала и начались поломки. Было принято решение остановить производство для решения возникших проблем и в ноябре 1942 года провести совместные испытания Tiger (P) и Tiger (H). После испытаний было принято решение остановить производство VK 45.01 (P). 3 ноября 1942 контракт на производство корпусов и башен для VK 45.02 (P) также был отменён из-за проблем с двигателями воздушного охлаждения фирмы Porsche.
Существует мнение, что производство VK 45.01 (P) и VK 45.02 (P) отменили из-за электромеханической трансмиссии, с которой якобы было множество проблем. Однако историки немецкого танкостроения Хилари Дойл и Томас Йенц отмечают, что электромеханическая трансмиссия и дефицит меди не могли быть причиной для отмены производства. Рихард фон Франкенберг (Richard von Frankenberg) писал, что на одной из своих первых дискуссий со Шпеером Фердинанд Порше высказывался за выпуск танков с гидромеханической трансмиссией, поскольку электромеханическая трансмиссия, по его мнению, была слишком сложной. Однако Шпеер настоял на выпуске Тигров именно с электромеханической трансмиссией.

### Создание дизельных двигателей
В 1942 году за счёт синтетического дизельного топлива у немцев появилась возможность массово оснащать бронетехнику дизельными двигателями. На совещании Танковой комиссии (Panzerkomission) 2 июля 1942 года Фердинанд Порше сообщил, что Адольф Гитлер вновь потребовал вести разработку дизельных двигателей воздушного охлаждения для всех типов военных машин с наивысшим приоритетом, их использование должно было начаться уже в 1943 году. Ведущим  фирмам-производителям двигателей было поручено создать рабочий комитет по разработке линейки дизельных двигателей 8 типов для различной техники: от KdF Wagen до сверхтяжёлых танков. Для линейки было выбрано три стандартных цилиндра объёмом 0,8 л, 1,25 л и 2,3 л. Из них в различных конфигурациях (рядная, V-образная, X-образная) составлялись двигатели требуемой мощности.
Для VK 45.02 (P) было предложено два варианта дизельных двигателей, создаваемых в рамках данной программы:
1. На Typ 181B использовались два 16-цилиндровых дизельных двигателя Porsche Deutz 180/1 объёмом 20 литров;
2. На Typ 181C должен был устанавливаться один X-образный 16-цилиндровый дизель Porsche Deutz 180/2 объёмом 36,8 литров.

Эти дизельные двигатели планировалось использовать с гидромеханическими трансмиссиями фирмы Voith.

## Описание конструкции
Корпус танка собирался из катаных бронелистов толщиной от 20 до 80 мм при помощи сварки. Лоб корпуса состоял из одной гнутой 80-мм бронедетали. Лобовая часть башни состояла из одного гнутого 100-мм бронелиста, 80-мм борта тоже были гнутыми. Площадь башни в лобовой проекции была сведена к минимуму. Активно использовались рациональные углы наклона брони.
Ходовая часть была взята от Tiger (P). Применительно к каждому борту она состояла из переднего ленивца, заднего ведущего колеса, и шести сдвоенных опорных катков диаметром 700 мм с внутренней амортизацией, сблокированных в три тележки. Гусеничные ленты составлялись из траков Kgs 62/640/130 шириной 640 мм. Позже для компенсации возросшей массы (65 тонн против 59 тонн у Tiger (P)) разработали гусеницы шириной 700 мм.
Базовый вариант компоновки был аналогичен Tiger (P): в передней части располагались башня и экипаж, в корме находилось моторно-трансмиссионное отделение. Был предложен альтернативный вариант с кормовым расположением башни, при этом механик-водитель и стрелок-радист находились в передней части корпуса, а двигатели посередине. Такая компоновка позволила уменьшить общую длину танка за счёт минимального вылета ствола и дать механику-водителю и стрелку-радисту люки на крыше. В обоих вариантах ведущие колёса были сзади.
Тормозная система располагалась в передней части корпуса, поэтому ленивцы были зубчатыми. Тормоза управлялись при помощи гидропневматической системы, удобной и лёгкой в управлении. Под сидением механика-водителя находилась система управления трансмиссией. Под башней размещались аккумуляторы. Для их подзарядки использовался вспомогательный двигатель T 141 воздушного охлаждения мощностью 9 л.с. при 2200 об/мин (половинка двигателя Volkswagen Käfer), расположенный там же.

### Typ 180
VK 45.02 (P) с электромеханической трансмиссией назывался Typ 180. Трансмиссия бралась от Tiger (P) и состояла из двух генераторов Siemens aGV 275/24 мощностью 275 киловатт (373 л.с.), соединённых с двигателями, и из двух тяговых электродвигателей Siemens D1495a мощностью 230 киловатт (312 л.с.), которые соединялись с бортовыми редукторами. Она обеспечивала максимальную скорость 35 км/ч.
Вариант Typ 180A предусматривал использование электромеханической трансмиссии с двигателями Typ 101/3, дальнейшим развитием двигателей Typ 101 от Tiger (P). Система охлаждения состояла из двух вентиляторов над генератором, каждый из которых обдувал ряд из пяти цилиндров. На Typ 180B использовались усовершенствованные двигатели Typ 101/4, форсированные до 350 л.с.
В надгусеничных нишах располагалось два топливных бака суммарной ёмкостью 820 литров, при использовании бензиновых двигателей запас хода составлял 157 километров.

### Typ 181
VK 45.02 (P) с гидромеханической трансмиссией фирмы Voith получил название Typ 181. Его трансмиссия была аналогична танку Typ 102 (Tiger (P) с гидромеханической трансмиссией). Двигатели соединялись с гидротрансформаторами «NITA», вал от которых шёл к механизму передач и поворота с двумя скоростями переднего хода и одной заднего.
Было предложено три варианта Typ 181. Typ 181A предусматривал два двигателя Porsche Typ 101/4 суммарной мощностью 700 л.с. Вариант Typ 181B оснащался двумя дизельными двигателями Porsche-Deutz Typ 180/1 суммарной мощностью 740 л.с. при 2000 об/мин. Typ 181C отличался использованием одного дизельного двигателя Porsche Typ 180/2 мощностью 750 л.с. при 2000 об/мин. Благодаря использованию дизельных двигателей запас хода возрастал до 217 километров. Как и электромеханическая, гидромеханическая трансмиссия обеспечивала максимальную скорость 35 км/ч.
Сравнительные характеристики:
|                   | Typ 180A                              | Typ 180B                              | Typ 181A                              | Typ 181B                             | Typ 181C                             |
| ----------------- | ------------------------------------- | ------------------------------------- | ------------------------------------- | ------------------------------------ | ------------------------------------ |
| Ширина гусениц    | 640 мм                                | 640 мм                                | 700 мм                                | 700 мм                               | 700 мм                               |
| Трансмиссия       | электромеханическая Siemens           | электромеханическая Siemens           | гидромеханическая Voith               | гидромеханическая Voith              | гидромеханическая Voith              |
| Двигатель         | 2 × Typ 101/3                         | 2 × Typ 101/4                         | 2 × Typ 101/4                         | 2 × Typ 180/1                        | Typ 180/2                            |
| Тип двигателя     | бензиновый V-10 воздушного охлаждения | бензиновый V-10 воздушного охлаждения | бензиновый V-10 воздушного охлаждения | дизельный X-16 воздушного охлаждения | дизельный X-16 воздушного охлаждения |
| Мощность и объём  | 15 л, 310 л.с. при 2500 об/мин        | 15 л, 350 л.с. при 3200 об/мин        | 15 л, 350 л.с. при 3200 об/мин        | 20 л, 370 л.с. при 2000 об/мин       | 36,8 л, 770 л.с. на 2200 об/мин      |
| Запас хода        | 72—157 км                             | 72—157 км                             | 72—157 км                             | 99—217 км                            | 99—217 км                            |
| Удельная мощность | 10,9 л.с./т                           | 10,9 л.с./т                           | 10,8 л.с./т                           | 11,4 л.с./т                          | 11,8 л.с./т                          |

## В массовой культуре

### Стендовый моделизм
VK 45.02 (P) ограниченно представлен в стендовом моделизме. Сборные пластиковые модели-копии VK 45.02 (P) в масштабе 1:35 выпускаются фирмами Dragon (Китай), Trumpeter (Китай) и HobbyBoss (Китай).

### VK 45.02 (P) в компьютерных играх
В играх «World of Tanks» и «World of Tanks Blitz» под условными названиями VK 45.02 (P) Ausf. A и VK 45.02 (P) Ausf. B реализованы оба варианта танка с передним и задним расположением башни. Их характеристики и внешний вид отличаются от исторического прототипа.
В игре «Ground War: Tanks» представлен вариант VK 45.02 (P) с задним расположением башни. Его характеристики и внешний вид также отличаются от реального проекта.